# Джус, Николь
Николь Джус (итал. Nicole Gius, род. 16 ноября 1980 года, Силандро) — известная итальянская горнолыжница, участница Олимпийских игр, призёрка этапов Кубка мира. Специализируется в слаломных дисциплинах.
В Кубке мира Джус дебютировала в 1998 году, в декабре 2002 года первый раз попала в тройку лучших на этапе Кубка мира. Всего на сегодняшний момент имеет 4 попадания в тройку лучших на этапах Кубка мира, по 2 в слаломе и гигантском слаломе. Лучшим достижением Джус в общем зачёте Кубка мира является 30-е место в сезоне 2008-09.
На Олимпиаде-2002 в Солт-Лейк-Сити стала 10-й в слаломе и 19-й в гигантском слаломе.
На Олимпиаде-2010 в Ванкувере стартовала в двух дисциплинах: гигантский слалом — 20-е место, слалом — 8-е место.
За свою карьеру участвовала в пяти чемпионатах мира, но медалей на них не завоевывала, лучший результат 5-е место в слаломе на чемпионате-2009.
Использует лыжи и ботинки производства фирмы Fischer.